# Ballet Dancer (canción)
«Ballet Dancer» es una canción del dúo alemán de synth-pop The Twins, lanzada como sencillo de 7" y 12" de su tercer álbum de estudio, "A Wild Romance" de 1983. Es el sencillo más vendido de la banda, alcanzó el número 19 en su país de origen, Alemania, el número 10 en Suiza y el número 3 en Italia.

## Lista de canciones
Sencillo de 7"
1. "Ballet Dancer" – 3:25
2. "Heaven in Your Smile" – 5:54

Sencillo de 12"
1. "Ballet Dancer (Long Version)" – 4:50
2. "Criminal Love (Instrumental)" – 3:50
3. "Heaven in Your Smile" – 5:54

## Posicionamiento en listas
| Lista                                 | Posición |
| ------------------------------------- | -------- |
| Australia (Kent Music Report)         | 84       |
| Alemania (Offizielle Deutsche Charts) | 19       |
| Italy (Musica e Dischi)               | 3        |
| Suiza (Schweizer Hitparade)           | 10       |